# Near Earth Asteroid Prospector
O Near Earth Asteroid Prospector, ou NEAP, foi um conceito inovador para o desenvolvimento de uma pequena sonda espacial comercial pela empresa privada SpaceDev. O objetivo do NEAP era sobrevoa um asteroide próximo da Terra residente para além da órbita da Terra, e conseguir pousar com sucesso um ou mais instrumentos científicos sobre o asteroide, transmitir os dados científicos para a Terra, e reivindicar o asteroide como propriedade privada. O projeto entrou em dificuldades de captação de recursos. Um dos mais prováveis candidatos a receber a missão era o asteroide 4660 Nereus.